# 31-es vízibusz (Velence)
A velencei 31-es jelzésű vízibusz Pellestrina és Chioggia között közlekedett. A viszonylatot az ACTV üzemeltette.

## Története
A 31-es a kezdetektől fogva ugyanazon az útvonalon közlekedett.
A 31-es járat történelme:
| Időszak     | Járat- szám | Megállók                         |
| ----------- | ----------- | -------------------------------- |
| 2003 – 2007 | 31          | Pellestrina – Caroman – Chioggia |

## Megállóhelyei
| sz. | idő (perc) | megállóhely neve | sz. | idő (perc) | látnivalók |
| --- | ---------- | ---------------- | --- | ---------- | ---------- |
| 3   | 45         | Pellestrina      | 2   | 30         |            |
| 4   | 62         | Caroman          | 1   | 13         |            |
| 5   | 75         | Chioggia         | 0   | 0          |            |